# Elektromagnetische luidspreker

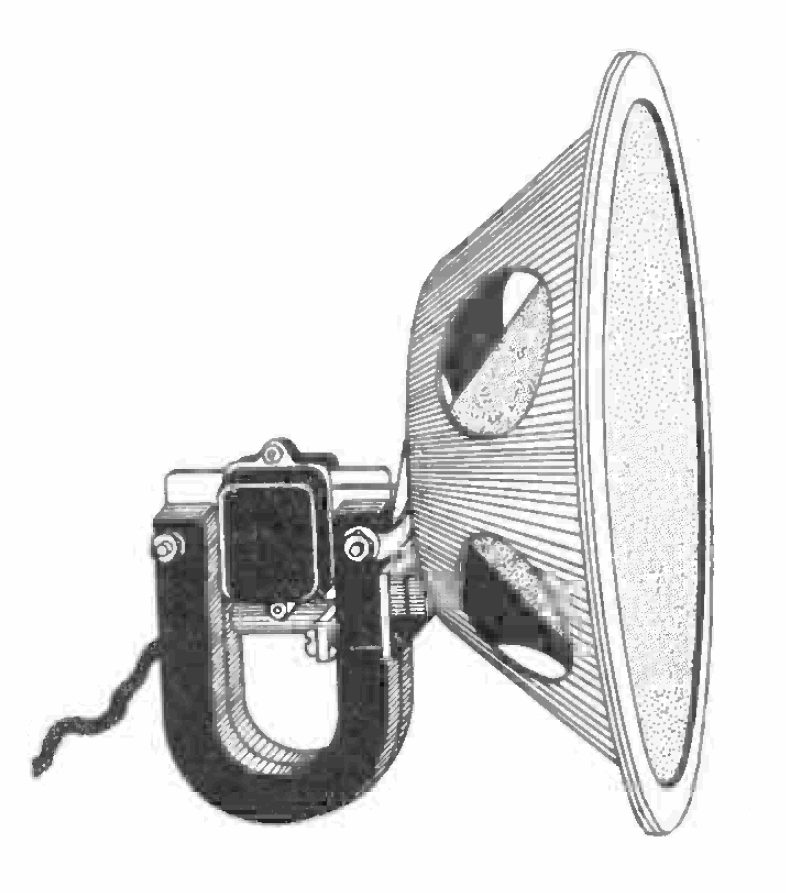
Een elektromagnetische luidspreker uit 1929

Een elektromagnetische luidspreker is een apparaat waarmee elektrische signalen worden omgezet in geluid. Hierbij wordt een veranderlijk magnetisch veld opgewekt, in tegenstelling tot bij een elektrodynamische luidspreker, waarbij het magnetisch veld constant is. Het elektromagnetische principe wordt bij luidsprekers vrijwel niet meer toegepast, maar nog wel bij apparaten waarbij de prijs belangrijker is dan de geluidskwaliteit, zoals bij sommige telefoons.

## Werking
Het membraan, ook trilplaat genoemd, is gemaakt van weekijzer ofwel het is verbonden aan een weekijzeren kerntje. Dit is magnetisch gekoppeld aan een permanente magneet die supplementair omwonden is met een spoel waardoorheen de geluidsinformatie als variabele elektrische wisselstroom vloeit. Hierdoor ontstaat een veranderlijk magnetisch veld dat inwerkt op het magnetisch gevoelige weekijzeren materiaal (membraan of kern). Hierdoor ontstaat een wisselende lorentzkracht en wordt geluid geproduceerd.